# Deborah Mailman
Deborah Jane Mailman (Mount Isa, 1972) è un'attrice australiana.

## Biografia
Dopo essersi laureata con un Bachelor of Arts, Deborah Mailman ha esordito al cinema nel 1998 in Radiance, grazie al quale ha vinto un AACTA Award per la miglior attrice, diventando la prima australiana aborigena a riuscirci. Nella medesima premiazione ha poi vinto altri cinque premi, tra cui tre per il suo lavoro in televisione e un secondo come miglior attrice per The Sapphires nel 2013. Nel 2015 ha condotto la cerimonia degli AACTA Awards con Cate Blanchett ed è entrata a far parte della Sydney Opera House Trust. Due anni più tardi è diventata membro dell'Ordine dell'Australia. Dal 2019 è protagonista, con Rachel Griffiths, della serie Total Control.

## Vita privata
È sposata e ha due figli.

## Filmografia

### Cinema
- Radince, regia di Rachel Perkins (1998)
- Dear Claudia, regia di Chris Cudlipp (1999)
- La maschera di scimmia (The Monkey's Mask), regia di Samantha Lang (2000)
- La generazione rubata (Rabbit-Proof Fence), regia di Philip Noyce (2002)
- The Book of Revelation, regia di Ana Kokkinos (2006)
- Bran Nue Dae, regia di Rachel Perkins (2009)
- The Sapphires, regia di Wayne Blair (2012)
- Mental, regia di P. J. Hogan (2012)
- The Darkside, regia di Warwick Thornton (2013)
- Billy il koala (Blinky Bill the Movie), regia di Deane Taylor (2015)
- Tre uomini e una bara (A Few Less Men), regia di Mark Lamprell (2017)
- Three Summers, regia di Ben Elton (2017)
- H is for Happiness, regia di John Sheedy (2019)
- 2067 - Battaglia per il futuro, regia di Seth Larney (2020)
- The New Boy, regia di Warwick Thornton (2023)
- Arkie e la magia delle luci (Scarygirl), regia di Ricard Cussó e Tania Vincent (2023)

### Televisione
- The Secret Life of Us - film TV (2001)
- The Secret Life of Us - serie TV, 86 episodi (2001-2005)
- The Alice - serie TV, 2 episodi (2005)
- Offspring - serie TV, 69 episodi (2010-2017)
- Mabo – film TV (2012)
- Redfern Now – serie TV, 2 episodi (2012-2013)
- Jack Irish: Dead Point – film TV (2014)
- Black Comedy - serie TV, 9 episodi (2014-2016)
- Redfern Now: Promise Me – film TV (2015)
- Wolf Creek – miniserie TV, 2 episodi (2016)
- Tomorrow: When the War Began – serie TV, 6 episodi (2016)
- Cleverman – serie TV, 12 episodi (2016-2017)
- Jack Irish - serie TV, 7 episodi (2016-2018)
- Bite Club - serie TV, 8 episodi (2018)
- Mistery Road - serie TV, 6 episodi (2018)
- Total Control - serie TV, 12 episodi (2019-in corso)